# Rachid Sfar
Pour les articles homonymes, voir Sfar.
Rachid Sfar (arabe : رشيد صفر), né le 11 septembre 1933 à Mahdia et mort le 20 juillet 2023, est un homme d'État tunisien.
Nommé Premier ministre pour redresser les finances du pays, il est l'avant-dernier chef de gouvernement du président Habib Bourguiba, se voyant écarté un mois avant la destitution de ce dernier.

## Biographie

### Formation
Fils de Tahar Sfar, cofondateur avec Habib Bourguiba, Mahmoud El Materi, Bahri Guiga et de M'hamed Bourguiba du Néo-Destour en 1934, Rachid Sfar effectue, après des études secondaires dans un collège de Sfax de 1947 à juin 1953, des études supérieures de lettres, de droit et de sciences économiques à Tunis où il compte notamment parmi ses professeurs François Châtelet, professeur de philosophie enseignant à Tunis de 1953 à 1955, Raymond Barre, professeur d'économie politique dont il suit les cours pendant les années de son enseignement en Tunisie, et Jean Ganiage, professeur d'histoire qui le charge en novembre 1956 de faire un exposé sur l'historique du « miracle économique » japonais. La préparation de cet exposé est à l'origine de son choix définitif porté sur une orientation vers les sciences économiques, les finances publiques et la fiscalité. Rachid Sfar achève ses études à Paris (1958-1959) où il suit plus particulièrement les cours de l'École nationale des impôts (section des inspecteurs).
De 1960 à 1977, il est chargé de hautes fonctions administratives notamment au ministère des Finances dont il sera le secrétaire général de 1974 à 1977.

### Carrière politique

#### Membre du gouvernement
Après avoir occupé plusieurs portefeuilles ministériels (Industrie, Défense nationale, Santé, Économie nationale et Finances) de 1977 à 1986, Rachid Sfar est chargé par Bourguiba des fonctions de Premier ministre, le 8 juillet 1986, pour rétablir les équilibres financiers et économiques du pays. Il s'efforce alors de restaurer une situation financière dégradée, alors que les réserves en devises sont épuisées et l'économie du pays affaiblie.
Sous la pression de Bourguiba et devant la montée du mouvement islamiste, la normalisation et la démocratisation initiées par son prédécesseur Mohamed Mzali ne sont plus la priorité de l'État. Son gouvernement intègre Zine el-Abidine Ben Ali, d'abord comme ministre de l'Intérieur, puis avec le titre de ministre d'État. Sfar est remplacé par Ben Ali à la tête du gouvernement le 2 octobre 1987 dans des conditions qui sont connues : il essuie une colère du président Bourguiba qui, affaibli par la maladie, ne se souvient pas avoir nommé Abdelmalek Laarif à la direction du Parti socialiste destourien (successeur du Néo-Destour) et en fait porter la responsabilité à son Premier ministre.

#### Autres responsabilités
Élu le 13 octobre à la présidence de la Chambre des députés, Rachid Sfar demeure membre du Parti socialiste destourien puis du Rassemblement constitutionnel démocratique lorsque Ben Ali devient président de la République le 7 novembre. Sfar est alors chargé par le nouveau président de représenter la Tunisie auprès de la Communauté européenne à Bruxelles, de 1988 à 1992, puis de prendre en charge, de 1993 à 1996, la présidence d'un Haut Comité pour le contrôle administratif et financier. En 1997, Sfar demande à faire valoir ses droits à la retraite comme ancien Premier ministre.
Rachid Sfar est membre de la Chambre des conseillers à partir d'octobre 2005 et du comité central du Rassemblement constitutionnel démocratique jusqu'à sa dissolution en 2011.

## Réflexions

### Gouvernance mondiale
Rachid Sfar publie aux éditions L'Harmattan à Paris un ouvrage, Mondialisation, régulation et solidarité, prônant des réformes radicales du système de gouvernance internationale, notamment celles concernant l'ONU et le FMI, pour assurer la paix et la sécurité, humaniser la mondialisation, atténuer ses inconvénients comme la précarité et le chômage des jeunes et offrir les mêmes chances de développement pour tous les pays. Il préconise dans son ouvrage une réforme de l'ONU inspirée des institutions de l'Union européenne et plaide en faveur d'une transformation du FMI pour en faire, par étapes successives, une véritable banque centrale mondiale en commençant par faire jouer aux droits de tirage spéciaux (DTS) un rôle accru.
Parmi les derniers travaux effectués sous sa direction, on peut citer un volumineux rapport de réflexion prospective remis au président tunisien et relatif à la « vision de la consultation nationale sur la Tunisie du XXIe siècle » rédigé en octobre 1995 avec la participation active de plus de 1 000 cadres supérieurs et experts tunisiens dont l'ancien ministre du Plan Mustapha Zaanouni, l'ancien ministre de la Culture et ancien secrétaire général de la Ligue arabe Chedli Klibi, l'ancien gouverneur de la Banque centrale de Tunisie Ismaïl Khelil et le professeur Salah Hannachi, ancien directeur de l'Institut tunisien d'études stratégiques, en sa qualité de rapporteur général.

### Autres thèmes
On peut citer également le rapport sur le « développement des investissements privés en Tunisie » élaboré en 2000 et remis aux autorités tunisiennes. Il est aidé pour ce travail, qui a duré plus de cinq mois, par de nombreux experts et personnalités de premier plan dont notamment le professeur et ancien ministre de l'Éducation Ridha Ferchiou, le professeur et ancien ministre de l'Économie Chedly Ayari et le ministre de l'Industrie Afif Chelbi.
À l'occasion de la création de l'Union pour la Méditerranée, il propose un programme d'appui à la réforme du système éducatif et universitaire maghrébin basé sur un jumelage avec des établissements européens.

## Distinctions
- Grand cordon de l'ordre de la République tunisienne[8]

## Publications
- Mondialisation, régulation et solidarité : plaidoyer pour des réformes internationales, Paris, L'Harmattan, 1999, 304 p. (ISBN 978-2-7384-7923-5, lire en ligne).
- Mémoires, Tunis, Lulu, 2013.